# Kanton Morsang-sur-Orge
Der Kanton Morsang-sur-Orge war von 1975 bis 2015 ein französischer Wahlkreis im Arrondissement Évry, im Département Essonne und in der Region Île-de-France; sein Hauptort war Morsang-sur-Orge. Vertreterin im Generalrat des Départments war zuletzt von 1998 bis 2015 Marjolaine Rauze (PCF).
Der nur zwei Gemeinden umfassende Kanton Morsang-sur-Orge war 10,90 km² groß und hatte 28.409 Einwohner (Stand: 1999).

## Gemeinden
| Gemeinde         | Einwohner Jahr | Fläche km² | Bevölkerungsdichte | Code INSEE | Postleitzahl |
| ---------------- | -------------- | ---------- | ------------------ | ---------- | ------------ |
| Fleury-Mérogis   | 9219 (2013)    | 6,51       | 1416 Einw./km²     | 91235      | 91700        |
| Morsang-sur-Orge | 21.377 (2013)  | 4,39       | 4869 Einw./km²     | 91434      | 91390        |